# Bogdan Cotolan
Bogdan Cotolan (n. 4 noiembrie 1981, Buzău) este un jucător de fotbal român care evoluează la clubul Cetatea Suceava. Și-a făcut debutul în Liga I la data 1 aprilie 2006, pentru FC Vaslui.

## Legături externe
- Bogdan Cotolan la romaniansoccer